# Masaru Satō
Masaru Satō (Rumoi, 29 maggio 1928 – 5 dicembre 1999) è stato un compositore giapponese di colonne sonore. È nato a Rumoi, Hokkaidō, e cresciuto a Sapporo. Mentre studiava alla National Music Academy, Sato subì l'influenza di Fumio Hayasaka, compositore regolare di Akira Kurosawa per i suoi film precedenti..
È diventato allievo di Hayasaka, studiando con lui presso i Toho Studios e lavorando all'orchestrazione del film Sette Samurai (1954). Quando il compositore più anziano morì improvvisamente nel 1955, lasciando le colonne sonore di La nuova storia del clan Taira di Kenji Mizoguchi e di Testimonianza di un essere vivente di Kurosawa incomplete, Toho assegnò a Sato di finirle. La sua prima colonna sonora originale fu per Il re dei mostri nel 1955. Scrisse la musica per tutti i film di Kurosawa per il prossimo decennio, inclusi Il trono di sangue, I cattivi dormono in pace, La sfida del samurai, Sanjuro e Barbarossa. Oltre a Mizoguchi e Kurosawa, Sato ha lavorato con Hideo Gosha. Il suo lavoro nel mondo del cinema commerciale è continuato per tutta la sua carriera, componendo le colonne sonore di Jūjin yuki Otoko (1955) e Uomini H (1958) di Ishirō Honda e di tre film di Godzilla diretti da Jun Fukuda : Il ritorno di Godzilla (1966), Il figlio di Godzilla (1967) e Godzilla contro i robot (1974).
Durante i suoi 44 anni di associazione con Toho Studios, ha scritto più di 300 colonne sonore. È stato candidato per la migliore musica al 15 ° Awards of the Japanese Academy.